# Słoniowate

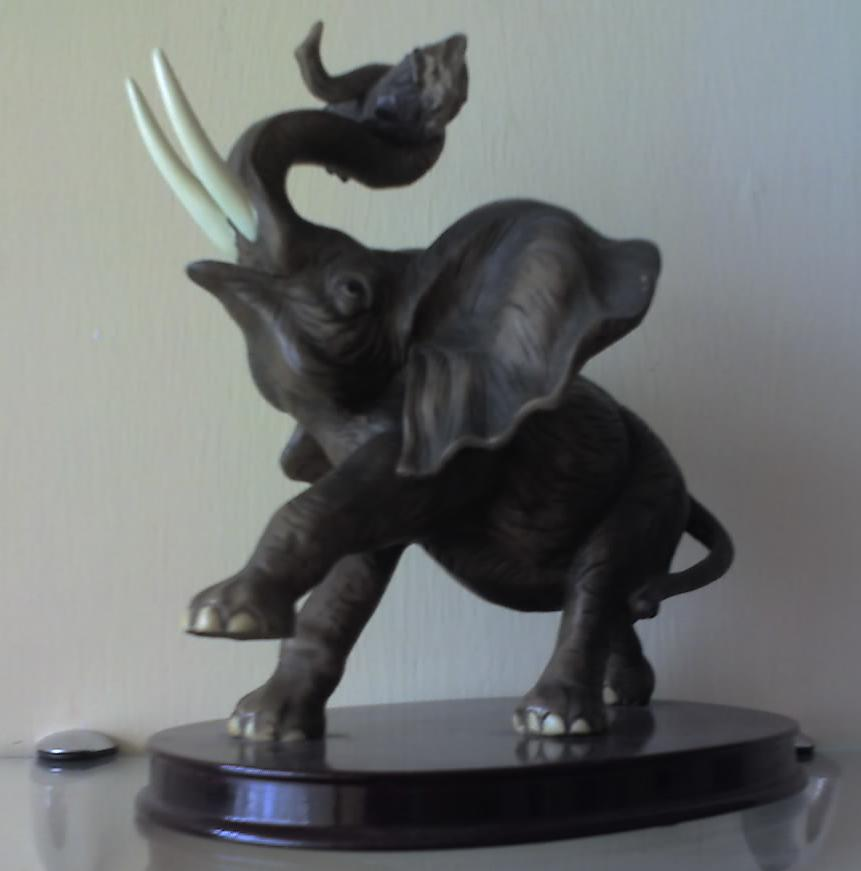
Plastikowa figurka przedstawiająca słonia

Słoniowate, słonie (Elephantidae) – rodzina dużych ssaków lądowych z rzędu trąbowców (Proboscidea). W XIX wieku słonie zaliczano do rzędu gruboskórych, wraz z nosorożcami i hipopotamami.

## Zasięg występowania
Rodzina obejmuje gatunki występujące w Afryce i Azji.

## Systematyka
Do rodziny słoniowatych zalicza się jedna współcześnie występujące podrodzina:
- Elephantinae J.E. Gray, 1821

Opisano również podrodzinę wymarłą:
- Stegotetrabelodontinae Aguirre, 1969

Opisano również taksony wymarłe o niepewnej pozycji systematycznej:
- Archidiskodon weifangensis Jin Changzhu, 1983[9] (nomen dubium)
- Elephas nawataensis Tassy, 2003[10] (nomen dubium)

## Historia ewolucyjna
Najstarszy znany przedstawiciel trąbowców żył około 60 milionów lat temu, 5 milionów lat po wymieraniu kredowym. Jego szczątki odkryto na terenie dzisiejszego Maroka. Paleontolog Emmanuel Gheerbrant nadał temu kopalnemu gatunkowi nazwę Eritherium azzouzorum. Znalezione szczątki należały do małego roślinożernego ssaka ważącego pomiędzy 3 a 8 kg. Górna pierwsza para siekaczy była znacznie dłuższa od drugiej, natomiast spojenie żuchwy jest skrócone.
Właściwe słoniowate wywodzą się od wcześniejszych trąbowców z rodziny Gomphotheriidae. Bliskim krewniakiem hipotetycznego przodka słoni jest rodzaj Anancus z pliocenu i plejstocenu. Pierwsze właściwe słonie miały budowę zbliżoną do gomfoterów. W żuchwie znajdowała się jeszcze para krótkich ciosów, a sama czaszka była niższa i dłuższa niż u słoni późniejszych. Najwcześniejszymi rodzajami zaliczanymi do tej rodziny są Stegolophodon i Stegotetrabelodon. W pliocenie pojawiły się obok pnia wiodącego do dzisiejszych słoni stegodonty (Stegodontinae), czasami wyróżniane w oddzielną rodzinę. Były to duże trąbowce o jednej silnie rozwiniętej parze ciosów w górnej szczęce.
Różne gatunki stegodontów zasiedlały w pliocenie i plejstocenie rozległe obszary kontynentalnej Azji oraz Archipelagu Malajskiego. Jako jedne z nielicznych ssaków stegodonty zasiedliły wiele wysp oceanicznych. Najdalej wysuniętym rejonem ich występowania była wyspa Flores. Ssaki te aktywnie pokonywały cieśniny między wyspami wpław. Inna koncepcja wiąże migracje z obniżonym poziomem morza. Na wielu wyspach (również na Flores) niedobór pokarmu oraz niewielka przestrzeń życia spowodowały skarłowacenie. Stegodont z tej wyspy osiągał wysokość co najwyżej 1,5 m w kłębie oraz ważył ok. 500 kg. Na kontynencie stegodonty wymarły ok. 500 tysięcy lat temu, na wielu wyspach przetrwały do czasów niemal współczesnych (ok. 13 tysięcy lat temu).
Do podrodziny Elephantinae należą współczesne słonie. Najpierwotniejszym ich przedstawicielem był Primelephas z Afryki. Był to jeszcze stosunkowo prymitywny słoń o wielkości zbliżonej do dzisiejszego słonia azjatyckiego. Dał on początek dwóm żyjącym dzisiaj plemionom Elephantini i Loxodontini. Pierwsza grupa obejmuje wymarłe mamuty (Mammuthus) oraz rodzaj Elephas. Pojawiła się ona w Afryce i przez większą część pliocenu i plejstocenu były to dominujące na kontynencie słonie (przy założeniu, że do tej podrodziny należeli przedstawiciele rodzaju Palaeoloxodon – ale patrz niżej). Najstarszy znany gatunek to Elephas ekorensis.
Słoń azjatycki (Elephas maximus) wywodzi się od swego większego krewniaka, Elephas hysudricus. W plejstocenie kilka gatunków słoni zasiedliło również niektóre wyspy oceaniczne, tak jak wcześniej zrobiły to stegodonty (np. Elephas celebensis). Rodzaj Mammuthus wywodził się od któregoś z wczesnych przedstawicieli Elephas. Najstarsze z gatunków, Mammuthus subplanifrons i Mammuthus africanavus, zasiedlały jeszcze Afrykę, ale wkrótce opanowały również Azję, Europę i w końcu Amerykę Północną, silnie się różnicując.
Z kolei najwcześniejsze dzieje słoni z rodzaju Loxodonta nie są dobrze poznane. Zwierzęta te na początku zasiedlały tylko tereny leśne, gdzie szczątki ulegają szybkiemu rozkładowi. Przez większą część plejstocenu nie wytrzymywały konkurencji ze stepowymi Elephas. Najwcześniejszy znany gatunek to Loxodonta adaurora. Od niego pochodzą Loxodonta exoptata i Loxodonta atlantica, będący prawdopodobnie bezpośrednim przodkiem dzisiejszych słoni afrykańskich. Po wymarciu słoni Elephas w Afryce, słonie Loxodonta africana zajęły wolną niszę ekologiczną i zasiedliły sawanny. Loxodonta cyclotis, czyli słoń leśny, pozostał w pierwotnych leśnych siedliskach do czasów obecnych.
Niepewna jest pozycja filogenetyczna przedstawicieli rodzaju Palaeoloxodon w obrębie rodziny Elephantidae. Analizy filogenetyczne uwzględniające cechy budowy szkieletu wykazują ich bliższe pokrewieństwo ze słoniem indyjskim niż z przedstawicielami rodzaju Loxodonta. Jednakże oparta na danych molekularnych analiza filogenetyczna przeprowadzona przez Meyera i współpracowników (2017) wykazała bliższe pokrewieństwo Palaeoloxodon antiquus z przedstawicielami rodzaju Loxodonta niż ze słoniem indyjskim; z analizy tej wynika, że najbliższym żyjącym krewnym P. antiquus jest słoń leśny. Późniejsze badania Palkopoulou i współpracowników (2018) potwierdzają bliższe pokrewieństwo P. antiquus z przedstawicielami rodzaju Loxodonta niż ze słoniem indyjskim; z badań autorów wynika jednak, że linia ewolucyjna obejmująca P. antiquus stanowi najprawdopodobniej boczne odgałęzienie linii ewolucyjnej obejmującej przodków zarówno słonia leśnego, jak i słonia afrykańskiego. Wyniki badań sugerują też, że po wyodrębnieniu się linii ewolucyjnej prowadzącej do P. antiquus dochodziło do krzyżowania się jej przedstawicieli ze słoniami leśnymi, jak też z mamutami włochatymi lub ich krewnymi.
Potencjalnie najstarszym znanym przedstawicielem rodzaju Palaeoloxodon jest Elephas recki/Palaeoloxodon recki, dobrze poznany i szeroko rozpowszechniony gatunek. Szczątki tego słonia znajdowano licznie między innymi we wschodniej Afryce w Wąwozie Oldovai, wraz ze szczątkami pierwotnych człowiekowatych. Były to słonie sawannowe, przystosowane do odżywiania się twardymi trawami. Gatunek ten opuścił Afrykę i skolonizował Europę oraz Azję, dając początek wielu innym gatunkom.
Palaeoloxodon antiquus zasiedlał Europę przez niemal cały plejstocen. Było to zwierzę większe od dzisiejszych słoni, o bardzo dużych i prostych ciosach. Szczątki tego zwierzęcia (nazywanego niekiedy słoniem leśnym) znaleziono również w Polsce. W okresach lodowcowych wycofywał się na południe kontynentu, podczas interglacjałów opanowywał tereny północne. Wyspy Morza Śródziemnego zasiedlała w plejstocenie cała gama podgatunków P. antiquus lub pokrewnych gatunków o zredukowanych w wyniku skarłowacenia rozmiarach. Najmniejszy z nich, Palaeoloxodon falconeri, osiągał w kłębie zaledwie metr wysokości. Ssaki te wymarły zapewne podczas kolonizacji wysp przez pierwszych ludzi w czasach historycznych.